# Captorhinidae
Famille
Les Captorhinidae sont une famille éteinte d'eureptiliens basaux que l'on retrouve sous forme fossile dans les roches datées du Carbonifère tardif au Permien tardif. Leur répartition s'étandait sur l'ensemble de la Pangée.

## Paléoécologie
Ils semblent avoir été plus adaptés que leurs contemporains les Protorothyrididae à l'herbivorie. Leurs mâchoires étaient plus puissantes et mieux équipées pour déchiqueter les plantes coriaces. Les premiers captorhinidae possédaient une seule rangée de dents, mais les suivants en possédaient plusieurs.
Labidosaurus et Captorhinus, du Permien inférieur texan, étaient deux des plus célèbres. Ils possédaient ces multiples rangées de dents coniques qui leur permettaient de dévorer des mollusques ou des insectes.

## Paléobiologie

### Autotomie
En 2018, une étude par A. R. H. LeBlanc et ses collègues a montré que la partie médio-ventrale du corps des vertèbres caudales des Captorhinidae, et en particulier de Captorhinus, montrait des fentes transversales typiques d'une capacité d'autotomie caudale, c'est-à-dire que ces animaux pouvaient perdre une partie de leur queue en cas d'attaque par un prédateur, telle la queue des lézards actuels.
C'est le cas le plus ancien (Permien inférieur) d'autotomie prouvé à ce jour,.

## Classification
En raison de l'ancienneté des Captorhinidae, les classifications demeurent relativement conjecturelles. Elles peuvent encore évoluer en fonction de la découverte de nouveaux fossiles ou de la mise au point de nouvelles modélisations taxinomiques.
 (janvier 2020).
Le contenu est difficilement compréhensible vu les erreurs de traduction, qui sont peut-être dues à l'utilisation d'un logiciel de traduction automatique.
La taxonomie la mieux acceptée actuellement a été fixée par deux publications récentes, Reiszorhinus olsoni, a new single-tooth-rowed captorhinid reptile of the Lower Permian of Texas de Sumida, Dodick, Metcalf et Albright (2010) et A new captorhinid reptile, Gansurhinus qingtoushanensis gen. et sp. nov., from the Permian of China de Reisz, Liu, Li et Müller (2011). S'y ajoutent plusieurs adjonctions secondaires issues de publications antérieures ou de la Paleobiology Database.
- Famille des Captorhinidae
  - Captorhinoides?
  - Eocaptorhinus?
  - Acrodenta[5]
  - Baeotherates[6]
  - Captorhinus
  - Concordia
  - Protocaptorhinus
  - Reiszorhinus
  - Rhiodenticulatus
  - Romeria
  - Saurorictus
  - Thuringothyris
  - Sous-famille des Moradisaurinae
    - Gecatogomphius[7]
    - Kahneria[7]
    - Captorhinikos
    - Labidosaurus
    - Labidosaurikos
    - Moradisaurus
    - Rothianiscus
    - Gansurhinus
- Captorhinides incertains
  - Puercosaurus
  - Riabininus

### Phylogénie
Deux Cladogrammes distincts sont envisagées par la communauté scientifique. Le premier a été mis au point en 2010 par Sumida et al. :
- Captorhinidae
  - Thuringothyris
  - 
    - Concordia
    - 
      - Romeria
      - 
        - Protocaptorhinus
        - 
          - Reiszorhinus
          - 
            - Rhiodenticulatus
            - 
              - Saurorictus
              - 
                - Captorhinus
                - 
                  - Labidosaurus
                  - Labidosaurikos

Le second a été développé en 2011 par Robert R. Reisz, Jun Liu, Jin-Ling Li and Johannes Müller.
- - Paleothyris
  - Captorhinidae
    - Thuringothyris
    - 
      - Concordia
      - 
        - Rhiodenticulatus
        - 
          - Romeria
          - 
            - Protocaptorhinus
            - 
              - Saurorictus
              - 
                - Captorhinus
                  - C. laticeps
                  - 
                    - C. aguti
                    - C. magnus

                - 
                  - Captorhinikos
                  - 
                    - Labidosaurus
                    - Moradisaurinae
                      - Labidosaurikos
                      - 
                        - Moradisaurus
                        - 
                          - Rothianiscus
                          - Gansurhinus